# Dalanjargalan
Dalanjargalan (tiếng Mông Cổ: Даланжаргалан) là một sum của tỉnh Dornogovi ở miền đông Mông Cổ. Vào năm 2009, dân số của sum là 2.554 người.

## Địa lý
Sum có diện tích khoảng 4.045,90 km2. Trung tâm sum, Tsomog, nằm cách tỉnh lỵ Sainshand 150 km và thủ đô Ulaanbaatar 302 km.

### Khí hậu
Dalanjargalan có khí hậu bán khô hạn. Nhiệt độ trung bình hàng năm trong khu vực là 6 °C. Tháng ấm nhất là tháng 7, khi nhiệt độ trung bình là 28 °C và lạnh nhất là tháng 1, với −17 °C. Lượng mưa trung bình hàng năm là 196 mm. Tháng ẩm ướt nhất là tháng 7, với lượng mưa trung bình là 55 mm, và khô nhất là tháng 1, với 2 mm.

## Kinh tế
Sum có một trường học, bệnh viện và trung tâm thương mại.